# Jell-O
Jell-O registrirani je zaštitni znak tvrtke Kraft Foods za različite vrste želatinastih deserta kao što su pudinzi, voćne poslastice, krem pite i slično.

## Opis
Jell-O se prodaje kao gotova hrana i kao prah za pripremu deserta, a dostupan je u različitim bojama i okusima. Prah sadrži želatinu u prahu, arome, umjetna bojila i šećer ili umjetne zaslađivače. Otapa se u vrućoj vodi, nakon čega se hladi.

## Dostupni okusi
Jell-O je dostupan u različitim okusima. Neki od njih su:

### Želatina
- Marelica
- Trešnja
- Brusnica
- Grejp
- Limun
- Limeta
- Mango
- Naranča
- Breskva
- Ananas
- Malina
- Jagoda
- Lubenica

### Puding
- Banana
- Vanilija
- Čokolada
- Limun
- Pistacija
- Medenjak
- Bundeva
- S'more
- Naranča

## Vanjske poveznice
- Službene stranice
- Upstate, Where It Was First Made, Unwavering Devotion to Jell-O - članak o Jell-O u New York Timesu
- Muzej Jell-O Gallery  Arhivirana inačica izvorne stranice od 18. svibnja 2016. (Wayback Machine) - muzej posvećen Jell-O-u